# Tweede Kamerverkiezingen 2006/Kandidatenlijst/Tamara's Open Partij
Dit is de kandidatenlijst voor de Tweede Kamerverkiezingen 2006 van Tamara's Open Partij. De partij deed alleen mee in kieskring 10 (Haarlem) en bevatte één kandidaat. Tamara's Open Partij haalde te weinig stemmen voor een zetel in de Tweede Kamer.

## De lijst
1. Tamara Bergfeld - 114

CDA · PvdA · VVD · SP · Fortuyn · GroenLinks · D66 · ChristenUnie · SGP · Nederland Transparant · PvdD · EénNL · PVV · Lijst 14 · Partij voor Nederland · CDDP · LibDem · VSP · Ad Bos Collectief · GVIP · Lijst 21 · Tamara's Open Partij · Solide Multiculturele Partij · hetZeteltje